# Araçuaí (rzeka)
Araçuaí (port. Rio Araçuaí) – rzeka w Brazylii, w stanie Minas Gerais. Ma 240 km długości. Wypływa na wschód od miasta Diamantina, uchodzi do rzeki Jequitinhonha poniżej miasta Araçuaí. Główne dopływy rzeki to Itamarandiba, Fanado i Setúbal.